# Karl Peterson
Karl Peterson   (Riga, 13 de maig de 1828 (Julià) - Moscou, 1881) va ser un matemàtic rus conegut per haver formulat per primer cop el teorema fonamental de la teoria de superfícies.

## Vida i obra
Peterson va néixer en una família camperola més aviat pobre. Va estudiar Gymnasium (Institut de Secundària) de Riga i, després, a la universitat de Dorpat (actual Tartu) amb el professor Ferdinand Minding. Es va graduar el 1854.
Res es coneix de la seva vida durant els deu anys posteriors a la seva graduació. En algun moment es va traslladar a Moscou on va donar classes de matemàtiques al Gymnasium alemany Peter und Paul d'aquesta ciutat des del 1865. Peterson no va tenir mai cap lloc docent de nivell universitari, però va ser un dels fundadors de la Societat Matemàtica de Moscou amb Nikolai Braschman i August Davidov. Peterson va ser un col·laborador important de la revista de la Societat i és considerat el fundador de l'escola de geometria de Moscou.
Peterson, en la seva tesi de graduació (1853, però no publicada fins molt més tard), la més antiga formulació del teorema fonamental de la teoria de superfícies, actualment conegut com a equacions Gauss–Codazzi-Mainardi, o també com equacions de Peterson-Codazzi.
Durant la seva estança a Moscou, Peterson va publicar alguns articles importants de geometria diferencial. El 1879, la universitat d'Odessa li va concedir el grau de doctor honoris causa.